# Tiegemberg
Tiegemberg er en bakke i Tiegem nær Anzegem i Vestflandern, Belgien. Bakken har en en højde på 82 meter.
På Tiegemberg står vindmøllen Bergmolen.

## Cykelsport
Bakken kaldes også Vossenhol. I 1960'erne blev vejen til toppen asfalteret, før det var en brostensbelagt vej. Bakken har været inkluderet i Flandern Rundt 23 gange (1919-1931, 1950, 1991-1996, 2011, 2013, 2015). Bakken blev altid kørt som den første i disse udgaver, efterfulgt af Kwaremont (1919-1927, 1929-1931, 1950 og 1992), Oude Kwaremont (1991, 2015), Kluisberg (1993-1996), Nokereberg (2011) eller Taaienberg (2013). En undtagelse var i 1928, hvor bakken blev kørt som den anden af tre stigninger mellem Kwaremont og Kruisberg.
Tiegemberg blev gentagne gange kørt under verdensmesterskabet i 1957 og det belgiske mesterskab i 2020.
Tiegemberg er også blevet inkluderet i Gent-Wevelgem fem gange i alt (1935, 1945, 1946, 1960 og 1977). Desuden bliver bakken ofte kørt i E3 Harelbeke, Kuurne-Bruxelles-Kuurne, Dwars door Vlaanderen, Tre dage ved Panne, Tre dage ved Vestflandern, Nokere Koerse, Omloop Het Nieuwsblad for kvinder og i de lokale omgange af Halle-Ingooigem.